# Rhabdatomis knabi
Rhabdatomis knabi är en fjärilsart som beskrevs av William D. Field 1964. Rhabdatomis knabi ingår i släktet Rhabdatomis och familjen björnspinnare. Inga underarter finns listade.